# Colin Davis (karmester)
Sir Colin Rex Davis (London, 1927. szeptember 25. – London, 2013. április 14.) angol karmester.

## Élete, munkássága
Apja, Reginald George banki ügyintéző, anyja Lillian Davis volt. Hét gyermekük közül Colin volt az ötödik. Tanulmányaiban egy jómódú dédnagybácsi segített neki, a Nyugat-Sussex-i Christ's Hospital iskolában tanult. Az iskolában egy idősebb diáktársa biztatta, hogy kezdjen el klarinétot tanulni. A zenei képzéshez ösztöndíjat kapott a londoni Royal College of Music-ba, ahol Frederick Thurstonnál tanult. Közben zenekari klarinétosként részt vett Hector Berlioz L'enfance du Christ (Krisztus gyermekkora) című oratóriumának előadásában. A mű annyira megérintette, hogy úgy döntött, karmester lesz (és innen eredeztethető Berlioz iránti későbbi elhivatottsága is). A karmesteri órák látogatására azonban nem volt jogosult, mert nem tudott zongorázni.
Végzés után behívták katonai szolgálatra, és egy lovassági zenekarba került klarinétosnak. Ezután a Royal College-beli néhány társával együtt megalakította a Kalmar Orchestra nevű együttest, amelyet ő vezényelt, a karmesterkedést egyedül tanulta meg. Az együttes hamarosan félprofi szervezetté alakult, Chelsea Opera Group néven. Davist ekkoriban már – néhány Mozart-opera (A színigazgató, Don Giovanni) kiváló és stílusos előadása után – egyre jobban meg- és elismerték.
1952-ben a Royal Festival Hall balettzenei vezetője lett. 1957–1959 között a BBC Scottish Orchestra (ma Scottish Symphony Orchestra) segédkarmestere volt. 1958-ban debütált a Covent Gardenben a Szöktetés a szerájból című Mozart-operával. 1959-ben, amikor Otto Klemperer megbetegedett, átvette a Don Giovanni előadását a Royal Festival Hallban, és a produkció széles körű elismerést hozott neki. 1960-ban szinte megismétlődött a történet, ekkor Thomas Beecham betegedett meg, és Colin Davis zseniálisan ugrott be a  glyndebourne-i  Varázsfuvola előadásban.
1961-ben kinevezték a Sadler's Wells Opera zenei igazgatójává, de 1964-ben lemondott, hogy  inkább a szimfonikus zene felé fordulhasson, főleg a Londoni Szimfonikus Zenekarral. 1967-ben kinevezték a BBC Szimfonikus Zenekarának vezető karmesteri posztjára, ahol nagy szabadságot kapott a zenekar repertoárpolitikájának kidolgozásában. Közben több alkalommal vezényelte a Royal Opera Company-t, és felfedezte maga számára Michael Tippett műveit. Karrierje ekkoriban határozottan nemzetközi fordulatot vett, New York-i és bostoni főkarmesteri posztokkal. 1971-ben Solti György utódjaként a Royal Opera House zenei igazgatója lett. Általános elismerést kapott általában a repertoárért, a Mozart előadásokért, Berlioz Trójaiakjáért, a két Tippett-operáért (A szentivánéji házasság, The Knot Garden), mindamellett némi kritikát is kapott az 1974–1976-os Ring-ciklusért. Ennek ellenére felkérték, hogy 1977-ben Bayreuthban vezényelje a Tannhäusert. Ő volt az első brit karmester, aki vezényelt a Bayreuthi Ünnepi Játékokon.
1984-ben, Rafael Kubelík utódjaként elfogadta a müncheni Bajor Rádió Szimfonikus Zenekarának vezető karmesteri pozícióját, akikkel 1986-ban egy Észak-amerikai turnét teljesített. Ugyanebben az évben lemondott a Royal Opera House-ban betöltött pozíciójáról, hogy több ideje legyen a vendégszereplésekre. 1994-ig maradt a müncheni zenekarnál, miközben a Bostoni Szimfonikus Zenekar vezető vendégkarmestere volt. 1995-ben kinevezték a Londoni Szimfonikus Zenekar vezető karmesterévé, ahol a haláláig maradt. Először még 1959-ben vezényelte a zenekart, majd 1964-ben ő vezette a zenekar első világ körüli turnéját, 1997-ben pedig az ő irányításával szerepeltek először a New York-i Lincoln Centerben.
Felesége 2010-ben bekövetkezett halála után az egészsége rohamosan romlott. 2011 februárjában leesett a Covent Garden dobogójáról. Utolsó fellépése egy amatőr londoni zenekarral és Thomas Gould szólistával volt, egy hónappal a halála előtt. 2013. április 14-én, 85 éves korában hunyt el Londonban.

## Magánélete
1949-ben feleségül vette April Cantelo szopránt, aki hamarosan saját karriert futott be. Két gyermekük született, Suzanne és Christopher. A házasság 1964-ben ért véget, és még ebben az évben elvette az iráni Ashraf Nainit (becenevén Shamsit). Öt gyermekük született, közülük Joseph Wolfe (megváltoztatta a családnevét, hogy ne apja jusson eszébe senkinek) karmester lett. Második felesége 2010 júniusában halt meg.

## Díjai, elismerései
1965-ben megkapta a Brit Birodalom Rendjét, 1980-ban lovaggá ütötték, 2001-ben az Order of the Companions of Honour tulajdonosa lett. 1995-ben elnyerte a Királyi Filharmonikusok Társaságának aranyérmét, 2009-ben a Királynői Érmet a Zenéért. Emellett számos nemzetközi elismerést kapott: többek között: Ordine al Merito della Repubblica Italiana (Olaszország), Ordre des Arts et des Lettres, Becsületrend (Franciaország), Verdienstorden der Bundesrepublik Deutschland (Németország), Suomen Leijonan Ritarikunta (Finnország) stb. 2006-ban Verdi Falstaffjának 2004-es felvételéért Grammy-díjat kapott.

## Felvételei
Colin Davis rendkívül termékeny volt a hangfelvételek készítése terén, 1958-től kezdődően haláláig több mint 300 szimfonikus művet, hangversenydarabot, oratorikus művet és operát rögzített. Ezek a lemezek már a kezdetektől elismerést arattak és igen népszerűek voltak. Felvételeit a halála után is rendszeresen újra kiadják. A Discogs nyilvántartásában 623 hangfelvétele szerepel (ezek közül több másodkiadású).
Az alábbi táblázatban válogatás található az AllMusic és a Discogs listája alapján.

| Megjelenés                  | Tartalom                                                                          | Közreműködők | Kiadó                  |
| --------------------------- | --------------------------------------------------------------------------------- | --- | ---------------------- |
| 1958                        | Mozart: Symphonies Nos. 29 & 39                                                   | Sinfonia of London | World Record Club      |
| 1959                        | Rachmaninov: Piano Concerto No.2                                                  | Peter Katin, The New Symphony Orchestra of London | Ace of Clubs           |
| felvétel 1960. július (élő) | Mozart: A varázsfuvola                                                            | Pilar Lorengar, Richard Lewis, Sir Geraint Evans, Margareta Hallin, Székely Mihály stb., a Glyndebourne-i Fesztivál Énekkara, Royal Filharmonikus Zenekar | Walhall                |
| 1961                        | Mozart: Divertimento in D Major, K.251, Divertimento in F Major, K.247            | The English Chamber Orchestra | L'Oiseau-Lyre          |
| 1962                        | Mozart: Overtures                                                                 | Royal Philharmonic Orchestra | His Master's Voice     |
| 1963                        | Hector Berlioz: Beatrice et Benedict                                              | The London Symphony Orchestra | L'Oiseau-Lyre          |
| 1965                        | Stravinsky: Orpheus, Symphony in 3 Movements                                      | The London Symphony Orchestra | Philips                |
| 1967                        | Mozart: Idomeneo                                                                  | George Shirley, Ryland Davies, Margherita Rinaldi, Pauline Tinsley, BBC Symphony Orchestra & Chorus                                                       | Philips                |
| 1968                        | Bartók: Piano Concerto No. 2; Stravinsky: Concerto for Piano and Wind             | BBC Symphony Orchestra | Philips                |
| 1969                        | Berlioz: Te Deum                                                                  | London Symphony Orchestra & Chorus, Wandsworth School Boys’ Choir, Franco Tagliavini, Nicolas Kynaston                                                    | Philips                |
| 1970                        | Tippett: The Midsummer Marriage                                                   | Alberto Remedios, Joan Carlyle, Raymund Herincx, Elisabeth Harwood, Royal Opera House, Covent Garden Orchestra & Chorus                                   | Philips                |
| 1971                        | Mozart: „Great” Mass in C Minor K. 427                                            | Helen Donath, Heather Harper, Ryland Davies, Stafford Dean, John Constable, London Symphony Orchestra & Chorus                                            | Philips                |
| 1973                        | Tippett: Symphony No. 3                                                           | Heather Harper, London Symphony Orchestra | Philips                |
| 1975                        | Beethoven: Piano Concertos Nos. 2 and 4                                           | Stephen Bishop, BBC Symphony Orchestra | Philips                |
| 1978                        | Britten: Peter Grimes                                                             | Jon Vickers, Heather Harper, Jonathan Summers, Chorus and Orchestra of the Royal Opera House, Covent Garden                                               | Philips                |
| felvétel 1981               | Sir Michael Tippett: Versenymű hegedűre, brácsára és gordonkára („Hármasverseny”) | Pauk György, Nobuko Imai, Ralph Kirschbaum, Londoni Szimfonikus Zenekar                                                                                   | Philips, Decca         |
| 1984                        | Mendelssohn: Symphonie Nr. 3 „Scottish”, Overture Midsummer Night’s Dream         | Symphonieorchester des Bayerischen Rundfunks | Orfeo                  |
| 1987                        | Tchaikovsky: Piano Concerto No. 1, Violin Concerto                                | Salvatore Accardo, Claudio Arrau, Boston Symphony Orchestra, BBC Symphony Orchestra                                                                       | Philips                |
| 1990                        | Brahms: Symphony No. 4                                                            | Symphonieorchester des Bayerischen Rundfunks | RCA Victor             |
| 1992                        | Schumann, Grieg: Piano Concertos                                                  | Murray Perahia, Symphonieorchester des Bayerischen Rundfunks                                                                                              | Sony Classical         |
| 1994                        | Sibelius: Symphonies Nos. 3 & 5                                                   | London Symphony Orchestra | RCA Victor             |
| 1996                        | Mahler: Symphony No. 4                                                            | Angela Maria Blasi, Symphonieorchester des Bayerischen Rundfunks                                                                                          | RCA Victor             |
| 1998                        | Brahms: Piano Concerto No. 2, 8 Piano Pieces Op. 76                               | Stephen Kovacevich, London Symphony Orchestra | Decca                  |
| 2000                        | Strauss: Four Last Songs; Wagner: Wesendonck-Lieder                               | Jessye Norman, Kurt Masur, Gewandhausorchester Leipzig, London Symphony Orchestra                                                                         | Philips                |
| 2002                        | Elgar: Symphony No. 2                                                             | London Symphony Orchestra | LSO Live               |
| 2003                        | Stravinsky: Oedipus rex                                                           | Ralph Richardson, Ronakd Dowd, Raimund Herincx, Patricia Johnson, Harold Blackburn, Alberto Remedios, Royal Philharmonic Orchestra                        | EMI Music Distribution |
| 2004                        | Verdi: Falstaff                                                                   | Michele Pertusi, Carlos Alvarez, Ana Ibarra, Marina Domasenko, Jane Henschel, Maria Josè Moreno, Bülent Bezdüz, London Symphony Orchestra & Chorus        | LSO Live               |
| 2005                        | Elgar: Symphonies Nos 1 & 2, Symphony 3 (Elaborated by Anthony Payne)             | London Symphony Orchestra | LSO Live               |
| 2007                        | Berlioz: Harold in Italy, Rêverie et Caprice                                      | Yehudi Menuhin, John Pritchard, Philharmonia Orchestra | EMI Music Distribution |
| 2008                        | Mozart: Requiem                                                                   | Marie Arnet, Anna Stéphany, Andrew Kennedy, Darren Jeffry, London Symphony Orchestra & and Chorus                                                         | LSO Live               |
| 2010                        | Tippett: A Child of Our Time                                                      | Jessye Norman, Janet Baker, Richard Cassily, John Shirley-Quirk, BBC Symphony Orchestra, BBC Choral Society, BBC Singers                                  | Philips                |
| 2012                        | Carl Nielsen: Symphonies Nos 1 & 6                                                | London Symphony Orchestra | LSO Live               |
| 2013                        | Berlioz: Grande Messe des Morts                                                   | Barry Banks, London Philharmonic Choir, London Symphony Chorus, London Symphony Orchestra                                                                 | LSO Live               |
| 2014                        | Haydn: Symphonies Nos. 92, 93 & 97–99                                             | London Symphony Orchestra | LSO Live               |
| 2016                        | Sibelius: Symphonies Nos. 1-7: Kullervo; The Oceanides; Pohjola's Daughter        | London Symphony Orchestra | LSO Live               |
| 2020                        | Elgar: Symphony No. 2, Coronation March, Imperial March                           | London Symphony Orchestra | Alto                   |
| 2020                        | Berlioz: Symphonie Fantastique, Shepherds’ Farewell, Romeo & Juliet               | London Symphony Orchestra | Alto                   |